# Iwan Aleksander
Iwan Aleksander (bułg.: Иван Александър, Iwan Aleksandyr; zm. 17 lutego 1371) – car bułgarski w latach 1331–1371.
Władca z bocznej linii dynastii Szyszmanowiczów. Objął tron w wyniku przewrotu pałacowego. Dzięki zwycięstwu nad wojskami bizantyńskimi pod Rosokastro w 1332 roku i zawartym traktatom z Serbią, a następnie z Bizancjum zapewnił swemu państwu blisko trzydziestoletni okres pokoju. Na lata panowania Iwana Aleksandra przypada ożywienie gospodarcze i rozkwit kulturalny Bułgarii. Powstają liczne cerkwie, rozkwita sztuka dworska, szczególnie iluminatorska, powstaje tyrnowska szkoła piśmiennictwa. Jednocześnie postępuje rozdrobnienie feudalne państwa, do którego przyczynia się również sam car, wydzielając w 1355 roku dzielnicę starszemu synowi. Pod koniec panowania wplątał się w konflikt z Bizancjum, w wyniku którego Bułgaria została zaatakowana przez siły bizantyńskie, węgierskie i hrabiego Sabaudii Amadeusza tracąc porty nadmorskie i przejściowo Widyń. Umierając pozostawił państwo podzielone i słabe wobec napierających na Bałkany Turków osmańskich.

## Życiorys

### Droga do tronu
Iwan Aleksander był synem siostry cara bułgarskiego Michała III Szyszmana, Keracy Petricy i despoty Stracimira. W 1305 roku po pokonaniu swego stryja Eltimira, car Teodor Swetosław przekazał ziemię kryńską, dotychczasowe władztwo Eltimira wiernemu sobie bojarowi Stracimirowi obdarzając go godnością despoty. Po śmierci ojca Iwan Aleksander przejął władzę nad ziemią kryńską i Łoweczem oraz tytuł despoty.
W 1330 roku próbując przeciwstawić się dalszej ekspansji serbskiej w Macedonii car Michał III Szyszman, w przymierzu z cesarzem bizantyńskim Andronikiem III Paleologiem najechał Serbię. Wkrótce po rozpoczęciu działań wojennych zginął 28 lipca w bitwie pod Welbużdem. Zwycięski król serbski, brat pierwszej żony cara, Anny Nedy, Stefan Deczański zawarł po bitwie pokój z Bułgarami. Do Serbii przyłączono Nisz, a Bułgarzy na mocy układu oddali tron carski Annie Nedzie i jej starszemu synowi Iwanowi Stefanowi. Jeszcze tego samego roku na osłabioną Bułgarię najechał jej dotychczasowy sojusznik Andronik III Paleolog, ujmując się za wygnaną siostrą, wdową po Michale III Szyszmanie, Teodorą. Grecy zdobyli północno-wschodnią Trację z Anchialos, Messembrią, Ajtos, Ktenią, Rosokastro i Diampolem. Regentka Anna i car Iwan Stefan byli bezsilni. Tymczasem w Serbii wybuchł przeciw królowi bunt możnowładców na którego cele stanął syn królewski Stefan Duszan. Korzystając z wojny domowej w Serbii wiosną 1331 roku dwaj bojarzy bułgarscy: protowestiarit Raskin i logoteta Filip, wzniecili bunt i strącili z tronu carową Annę i jej syna Iwana Stefana, nowym carem obierając siostrzeńca Michała III Szyszmana, Iwana Aleksandra. Iwan Stefan wraz z matką zbiegli do Serbii.

### Stosunki z Bizancjum
Objąwszy władzę Iwan Aleksander zawarł sojusz ze Stefanem Duszanem, umocniony małżeństwem króla serbskiego z siostrą cara Heleną. Zabezpieczony od zachodu podjął wojnę z Bizancjum. Odebrał utracone w 1330 roku ziemie, a 18 lipca 1332 roku rozbił armię Andronika III pod Rosokastro (niedaleko Burgas). Zawarty następnie układ pokojowy przewidywał małżeństwo pomiędzy małoletnim synem cara Michałem Asenem i córką Andronika III, Marią. Traktat ten przetrwał trzydzieści lat.
Bizancjum zagrażali już w owym czasie poważnie Turcy Osmańscy, którzy w 1326 roku zdobyli Bursę, a w 1337 Nikomedię. W 1341 roku w Cesarstwie Bizantyńskim wybuchła wojna domowa. Wojska bułgarskie rozpoczęły pustoszące najazdy na Trację. Konstantynopolitańska regencja aby przeciągnąć cara na swoją stronę przekazała Bułgarom szereg miast i twierdz w północnej Tracji i Rodopach: Cepinę, Kriczym, Peristicę i Stanimachos, a w 1344 roku również Płowdiw. W 1344 roku na terenach bizantyńskich, w południowych Rodopach najemnik bułgarski Momczył utworzył efemeryczne państewko, ze stolicą w Ksanti, które przetrwało do drugiej połowy 1345 roku.

### Sytuacja wewnętrzna

Bułgaria za panowania Iwana Aleksandra

Iwan Aleksander nie był w stanie powstrzymać postępującego rozpadu państwa. Przed 1345 rokiem oderwały się od Bułgarii ziemie między dolnym Dunajem a Morzem Czarnym, na których własne państwo utworzył bojar kumańskiego pochodzenia Balik. Po jego śmierci państwo odziedziczył brat Balika, Dobrotica, a po nim jego syn Iwanko. Państwo Dobroticy sięgało od Morza Czarnego do pasma Starej Płaniny i twierdzy Emona (w pobliżu przylądka Emine). Od imienia Dobrotica Turcy nazwali te ziemie Dobrudżą. W prowincji Welbużd panował w tym czasie despota Dejan. Władcą ziem leżących pomiędzy Strumicą, Sztipem a Stobą (w pobliżu dzisiejszego miasta Riła) był protosewastos Chrelio, rządzący z monasteru Rylskiego.
W 1348 roku przez Bułgarię przetoczyła się epidemia czarnej śmierci, powodując znaczny ubytek ludności państwa.
W 1345 roku car zmusił swą pierwszą żonę Teodorę Wołoszkę do wstąpienia do klasztoru i ożenił się z Żydówką Sarą, która na chrzcie przyjęła również imię Teodory. Aby pozbawić syna z pierwszego małżeństwa praw do korony nadał mu w 1355 roku władzę w prowincji widyńskiej. W 1363 roku Iwan Aleksander podzielił swe państwo pomiędzy synów: starszy, urodzony z Wołoszki Teodory, Iwan Stracimir otrzymał ziemię widyńską aż do Iskyru. Młodszy Iwan Szyszman, urodzony z ostatniej żony Żydówki, ulubieniec ojca został władcą większej części państwa ze stolicą Tyrnowem.

### Życie gospodarcze

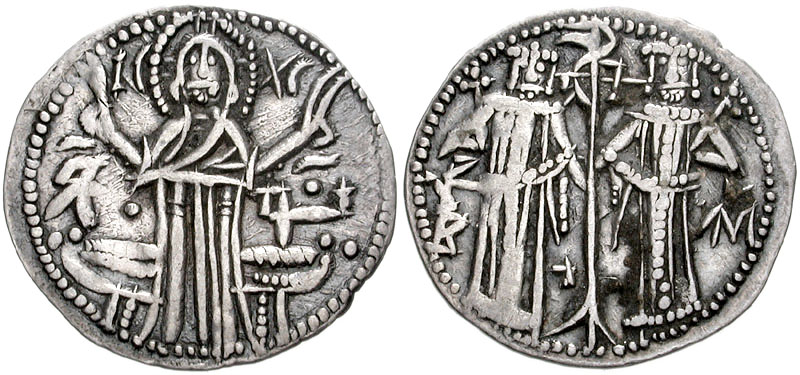
Srebrna moneta Iwana Aleksandra

Długi okres spokoju jaki zapewnił Iwan Aleksander swemu państwu przyniósł ożywienie handlu wewnętrznego i handlu z Bizancjum i Wenecją. Bułgaria stała się głównym dostarczycielem zbóż i drewna po tym jak Turcy zajęli dużą część Azji Mniejszej i odcięli Cesarstwo Bizantyńskie od tamtejszych surowców, a Wenecję od rynków egipskich. Porty Bułgarii stały się centrami ożywionego handlu. Zwłaszcza Messembria, w której powstało w tym czasie wiele nowych cerkwi i gmachów publicznych oraz urządzeń portowych. W Warnie powstała w tym czasie kolonia wenecka.
W 1352 roku doża wenecki Andrea Dandolo wysłał posłów do cara Iwana Aleksandra w Tyrnowie, aby omówić warunki nowego traktatu pokojowego. Traktat został podpisany 4 października tego roku. Zabezpieczał on przed rabunkiem i konfiskatą majętności Wenecjan, którzy ulegliby katastrofie morskiej lub śmierci. Chronił przed zbiorową odpowiedzialnością innych członków społeczności weneckiej w razie popełnienia przestępstwa przez Wenecjanina. Nie zezwalał na pociąganie do odpowiedzialności za długi cudze. Zabraniał samowolnego wkraczania do domów Wenecjan i rewidowania ich. Zezwalał Wenecjanom na budowanie kościołów i składów towarowych. Ustalał wysokość cła na 3 procent.

### Rozkwit kulturalny

Iwan Aleksander i jego rodzina

Na lata panowania Iwana Aleksandra przypada okres rozkwitu bułgarskiej sztuki i piśmiennictwa, których car był hojnym mecenasem. Z inicjatywy cara wznoszono liczne nowe cerkwie i remontowano stare. Zachowało się kilkanaście cerkwi z tego okresu: cerkiew świętego Piotra w Berende, cerkiew świętego Teodora w Boboszewie, cerkiew świętych Piotra i Pawła w Tyrnowie i podziwiana powszechnie cerkiew świętego Jana Teologa w Monasterze Zemeńskim, pomiędzy Sofią a Kiustendiłem. Wspaniały rozkwit za panowania Iwana Aleksandra przeżyła tyrnowska szkoła malarska. Do najwybitniejszych osiągnięć malarskich tego okresu zalicza się freski w Zemenie i Boboszewej. W Zemenie w cyklu Męki Chrystusa zwraca uwagę ciekawie stylizowane przedstawienie uczniów ogarniętych sennością i usiłujących czuwać na modlitwie oraz odrażająca tłuszcza żydowska usiłująca pojmać Jezusa. W cerkwi boboszewskiej zdrajca Judasz z Kariotu wisi haniebnie na krzyżu. Postaci są stylizowane: wydłużone i wygięte w kształt litery S.
Oprócz sztuki monumentalnej w okresie panowania Iwana Aleksandra rozkwitła również wykwintna sztuka dworska, pozostająca pod bezpośrednim wpływem bizantyńskiego malarstwa miniaturowego. Do zabytków tego malarstwa należą: wykonany dla cara bułgarski przekład kroniki Manassesa i opowieść o wojnie trojańskiej oraz Ewangeliarz z 1356 roku. Historyczny synopsis Konstantego Manassesa przepisany w latach 1344–1345 zawiera ponad dwadzieścia miniatur przedstawiających różne wydarzenia z dziejów Bułgarii, zwłaszcza wielkich bitew z okresu panowania chana Kruma i cara Samuela Komitopula. Między innymi podobiznę chana Kruma pijącego z czaszki zabitego cesarza Nicefora, a dalej tegoż Kruma pokonanego przez cesarza Leona Armeńczyka. Na innym miejscu Rusów atakujących Bułgarię w 969 roku pod wodzą Światosława, a potem rozbitych przez cesarza Jana Tzimiskesa. Miniatury dostarczają wiadomości o bułgarskiej architekturze, militariach i ceremoniale dworskim. Ewangeliarz cara Iwana Aleksandra zawiera 366 miniatur ilustrujących głównie sceny ewangeliczne. Pośród wielu ciekawych pomysłów ilustratorów na uwagę zasługuje przyodziany w szaty prawosławnego biskupa, wskrzeszony z martwych Łazarz. Szczególnie interesujące dla dziejów Bułgarii są wizerunki cara Iwana Aleksandra i jego rodziny w złotych, szkarłatnych i purpurowych szatach. Car poufale gawędzi z poszczególnymi ewangelistami, a w scenie Sądu Ostatecznego zajmuje poczesne miejsce pośród dusz błogosławionych. Oprócz malarstwa rozwijało się również rzemiosło artystyczne, wyrabiano ceramikę służącą do przyozdabiania domów, świątyń i klasztorów, kwitło jubilerstwo i rzeźba w drewnie.
Mecenat cara, a z drugiej strony ferment religijny i umysłowy w Bizancjum przyczyniły się do powstania i krótkiego choć świetnego rozwoju piśmienniczej szkoły tyrnowskiej. Za jej twórcę uważa się Teodozego Tyrnowskiego, ucznia Grzegorza Synaity, twórcy ruchu hezychastycznego. Teodozy na wzór pustelni mistrza w Parorii założył około 1350 roku monaster w Kilifarewie pod Tyrnowem. W krótkim czasie Monaster Kilifarewski stał się ośrodkiem piśmiennictwa i promieniowania hezychazmu. Dzięki kontaktom Teodozego z Athosem i Konstantynopolem w szkole tyrnowskiej rozwinęło się piśmiennictwo religijne ściśle związane z ówczesnym piśmiennictwem bizantyńskim. Powstały liczne hagiografie rozwijające twórczo schematy opracowane w X wieku przez Symeona Metafrastesa. Rozwinął się też własny styl szkoły charakteryzujący się bogactwem wymyślnych ozdób retorycznych, nazywany splataniem słów.

### Ożywienie religijne
Lata panowania Iwana Aleksandra przyniosły też wyraźne ożywienie religijne. Na przełomie XIII i XIV mnich grecki Grzegorz Synaita zaczął nauczać ascetycznych praktyk prowadzących do mistycznego obcowania z Bogiem, początkowo na górze Athos, a następnie w założonej przez siebie pustelni w Parorii, na pograniczu bułgarsko-bizantyńskim w górach Strandża. Ruch nazwany hezychastycznym szybko rozprzestrzenił się po monasterach słowiańskich i greckich. Hezychaści dążyli do oglądania wiekuistej światłości, jaka objawiła się apostołom na górze Tabor. Droga do tego wiodła przez pokutę, oczyszczanie się z ziemskich namiętności i kontemplację. Zalecali odmawianie modlitwy Jezusowej, której miały towarzyszyć ćwiczenia oddechowe i odpowiednia postawa. W Bułgarii głównym nauczycielem hezychazmu stał się Teodozy Tyrnowski. Ruch hezychastyczny zacieśnił poczucie wspólnoty prawosławnej pomiędzy Grekami, Bułgarami i Serbami przyczyniając się jednocześnie do wzmożenia wpływów bizantyńskich.
W chylącym się ku upadkowi państwie wraz z rozkwitem kultury dworskiej i szerzeniem się ruchu ascetyczno-mistycznego nastąpił rozkład obyczajów i pojawiły się w wielkiej ilości zabobony i herezje. Adamici, na dawnych uroczyskach pogańskich odprawiali nocne orgie; przybyły z Konstantynopola mnich Teokryt składał ofiary pod świętym dębem, a mniszka Irina z Sołunia w otoczeniu swych zwolenników wprawiała lud w zgrozę rozwiązłością. Pojawili się znowu bogomili i warlaamici.

### Schyłek panowania

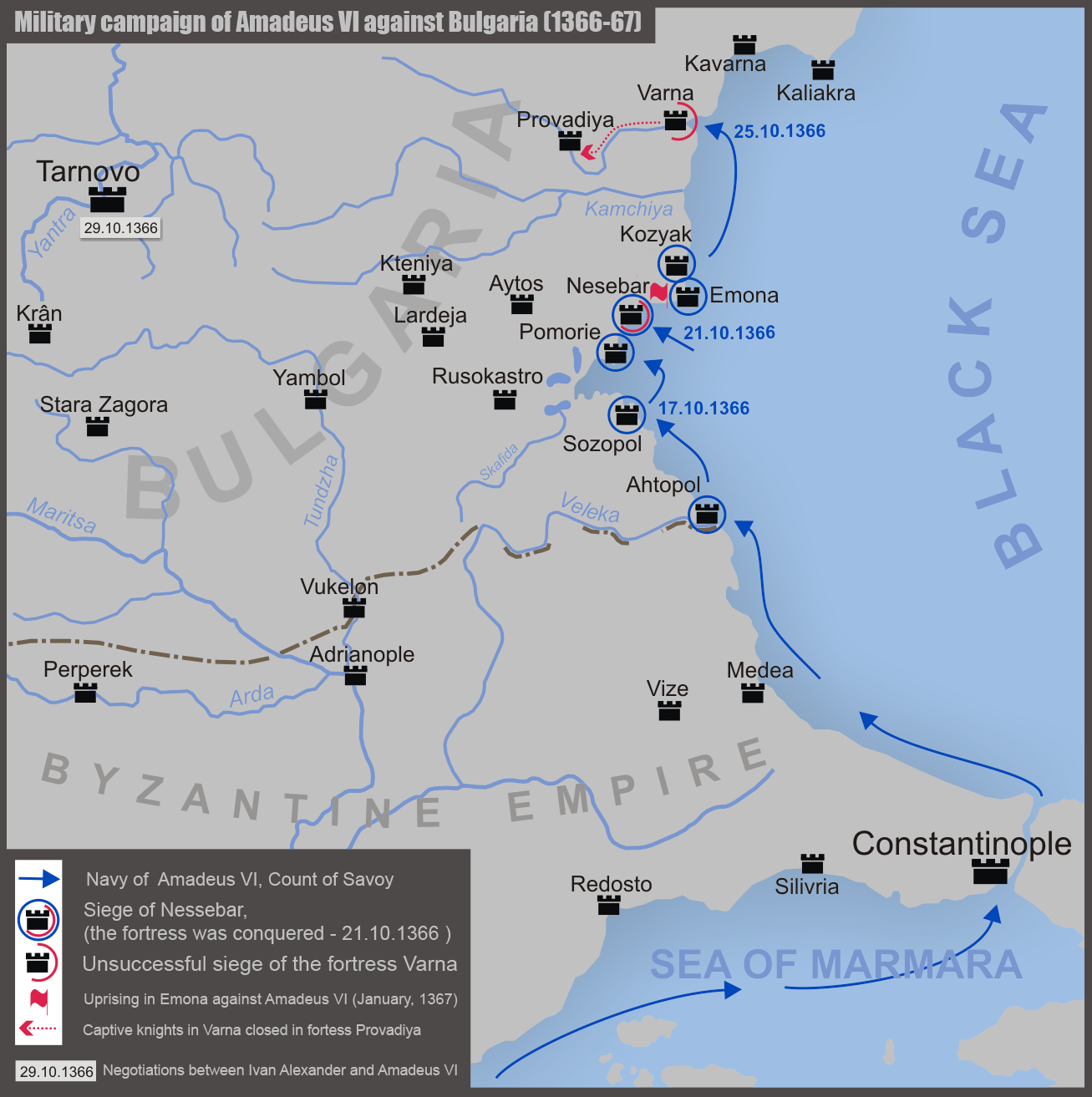
Kampania Amadeusza VI przeciw Bułgarii (1366–67)

W 1352 roku Turcy Osmańscy zdobyli bizantyńską twierdzę Cimpe na półwyspie Gallipoli, pierwszy skrawek ziemi w Europie. Bułgarzy i Grecy nie potrafili zawrzeć trwałego przymierza przeciw Turkom. Wprawdzie w 1354 roku został zawarty sojusz pomiędzy Iwanem Aleksandrem i cesarzem Janem V Paleologiem umocniony zaręczynami córki cara Keracy z synem cesarza Andronikiem, wkrótce jednak obydwa państwa wznowiły wojnę o wschodnią Trację.
W 1355 roku zmarł najpoważniejszy rywal Turków na Bałkanach Stefan Duszan, a jego państwo rozpadło się na szereg drobnych państw. W 1359 roku Turcy pojawili się pod Konstantynopolem. W następnych latach podbili południową Trację. Około 1362 roku zdobyli Adrianopol. w 1363 roku wódz sułtana Murada I Lalaszachin zdobył bułgarski Płowdiw. W ręce Turków wpadła również Stara Zagora. W dwa lata później stolica państwa tureckiego została przeniesiona do Adrianopola, a miejscowa ludność wysiedlona do Azji.
Mimo niebezpieczeństwa tureckiego cesarz bizantyński nie dążył do sojuszu z Bułgarami, którzy w tym czasie szukali porozumienia z Turkami, lecz w 1364 roku, najechał ziemie bułgarskie i zdobył Anchialos i Messembrię. Iwan Aleksander zwrócił się o pomoc do Turków. Wspomagany przez wojska tureckie z trudem obronił się przed najazdem bizantyńskim. Wyprawa Jana V ujawniła, że na Bałkanach istnieje państwo jeszcze słabsze niż upadające Bizancjum. W odpowiedzi na przymierze bułgarsko-tureckie cesarz Jan V zwrócił się o pomoc przeciw Turkom i ich sojusznikom Bułgarom do papiestwa i państw katolickich. W odpowiedzi na ten apel wiosną 1365 roku król węgierski Ludwik I najechał i zdobył ziemię widyńską. Zdobyte terytorium przekształcił w graniczny banat węgierski. Iwan Stracimir, władca Widynia dostał się do niewoli.
W 1366 roku Jan V udał się na Węgry, żeby skłonić Ludwika I do podjęcia wyprawy krzyżowej przeciw Turkom i ich sojusznikom Bułgarom. Zirytowany postępowaniem cesarza Iwan Aleksander odmówił przepuszczenia cesarza z powrotem. Na apel Jana V o pomoc odpowiedział wtedy jego cioteczny brat Amadeusz VI Zielony hrabia Sabaudii. Wyruszył z silną flotą przeciwko Turkom. W sierpniu 1366 roku odebrał im Gallipoli, a w następnych miesiącach zdobył na Bułgarach: Messembrię, Anchialos, Sozopol, Rosokastro i Emonę. Bułgarzy obronili jedynie Warnę. Iwan Aleksander zgodził się teraz przepuścić cesarza bizantyńskiego, nie odzyskał jednak wszystkich utraconych miast. Anchialos, Messembria i Sozopol zostały przy Bizancjum. Król Ludwik I ostatecznie nie podjął wyprawy krzyżowej. Iwanowi Aleksandrowi udało się w 1369 lub 1370 roku odzyskać przy pomocy hospodara mołdawskiego Władysława Widyń.
Iwan Aleksander zmarł 17 lutego 1371 roku. Bułgarski historyk W. Giuzelew wystawia mu surową ocenę: Miał ambicję zjednoczenia państwa i umocnienia władzy, w istocie sam przyczynił się do jego rozbicia i zagłady.

## Rodzina
Iwan Aleksander ożenił się po raz pierwszy z Teodorą Wołoszką w 1320 roku. Z małżeństwa tego urodziło się troje dzieci:
- Michał Asen − ur. w 1321 roku, w 1336 roku poślubił Irenę Paleologinę, córkę cesarza Andronika III, poległ w 1354 roku w walkach z Turkami.
- Iwan Stracimir − car widyński w latach 1371−1396
- Iwan Asen − poległ w 1354 roku w bitwie z Turkami pod Sredcem[3].

W 1345 roku Iwan Aleksander zmusił swą żonę do wstąpienia do klasztoru i ożenił się z Żydówką Sarą, która na chrzcie przyjęła imię Teodory. Z małżeństwa tego urodziło się czworo dzieci:
- Tamara − wydana przez brata Iwana Szyszmana za zwycięskiego sułtana Murada I, jako jego czwarta żona
- Maria Kyraca (1348−1390) − wydana za syna cesarza Jana V Andronika, późniejszego cesarza Andronika IV. Po jego śmierci w 1385 roku wstąpiła do zakonu
- Iwan Szyszman − car tyrnowski w latach 1371−1393
- Desisława − wydana za księcia Welbużdu Konstantyna Dejanovicia[3].

|                                 |                                 |                                        |                                        |                                |                                    |                                     |                                        |                                        |                  |                  |                  |  |  |
| Szyszman                        |                                 |                                        |                                        |                                |                                    |                                     |                                        |                                        |                  |                  |                  |  |  |
|                                 |                                 |                                        |                                        |                                |                                    |                                     |                                        |                                        |                  |                  |                  |  |  |
|                                 |                                 |                                        |                                        |                                |                                    |                                     |                                        |                                        |                  |                  |                  |  |  |
| 1 Anna Neda                     | 1 Anna Neda                     | Michał III Szyszman (panował 1323–1330 | Michał III Szyszman (panował 1323–1330 | 2 Teodora Paleologina          | 2 Teodora Paleologina              | Keraca Petrica ∞ despota Stracimir  | Keraca Petrica ∞ despota Stracimir     | Belaur                                 | Belaur           |                  |                  |  |  |
|                                 |                                 |                                        |                                        |                                |                                    |                                     |                                        |                                        |                  |                  |                  |  |  |
|                                 | 1                               | 1                                      | 1                                      | 1                              | 1                                  | 1                                   |                                        |                                        |                  |                  |                  |  |  |
| Iwan Stefan (panował 1330–1331) | Iwan Stefan (panował 1330–1331) | Szyszman                               | Szyszman                               | Michał kniaź Widynia i despota | Michał kniaź Widynia i despota     |                                     |                                        |                                        |                  |                  |                  |  |  |
|                                 |                                 |                                        |                                        |                                |                                    |                                     |                                        |                                        |                  |                  |                  |  |  |
|                                 |                                 |                                        |                                        |                                |                                    |                                     |                                        |                                        |                  |                  |                  |  |  |
|                                 |                                 |                                        |                                        |                                | Helena ∞ Stefan Duszan             | Helena ∞ Stefan Duszan              | Teodora Eudoksja ∞ sewastokrator Dejan | Teodora Eudoksja ∞ sewastokrator Dejan |                  |                  |                  |  |  |
|                                 |                                 |                                        |                                        |                                |                                    |                                     |                                        |                                        |                  |                  |                  |  |  |
|                                 |                                 |                                        | 1 Teodora Wołoszka                     | 1 Teodora Wołoszka             |                                    | Iwan Aleksander (panował 1331–1371) | Iwan Aleksander (panował 1331–1371)    | 2 Sara (Teodora)                       | 2 Sara (Teodora) | 2 Sara (Teodora) | 2 Sara (Teodora) |  |  |
|                                 |                                 |                                        |                                        |                                |                                    |                                     |                                        |                                        |                  |                  |                  |  |  |
|                                 |                                 |                                        | 1                                      | 1                              | 1                                  | 1                                   | 2                                      | 2                                      | 2                | 2                | 2                |  |  |
|                                 |                                 | Michał Asen                            | Michał Asen                            | Kera Tamara                    | Kera Tamara                        | Iwan Szyszman (panował 1371–1393)   | Iwan Szyszman (panował 1371–1393)      | Iwan Asen                              | Iwan Asen        | Wasilisa         | Wasilisa         |  |  |
|                                 |                                 |                                        | Iwan Asen                              | Iwan Asen                      | Iwan Stracimir (panował 1371–1396) | Iwan Stracimir (panował 1371–1396)  | Keraca Maria (ur. 1348, zm. 1390)      | Keraca Maria (ur. 1348, zm. 1390)      | Desisława        | Desisława        |                  |  |  |

## Nawiązania literackie
Iwan Aleksander wraz z rodziną carską pojawia się na kartach powieści Antychryst Emiliana Stanewa osnutej wokół wydarzeń ostatnich lat istnienia drugiego państwa bułgarskiego, na bogato zarysowanym tle życia religijnego, politycznego i kulturalnego tych czasów.